# Lalisa Manobal
Lalisa Manobal (néhol Lalisa Manoban) vagy Lisa (thaiul: ลลิษา มโนบาล, vagy ลลิษา มโนบาล), született: Pranpiya Manobal; (Buri Ram, 1997. március 27. – ), művésznevén Lisa thai énekesnő, rapper, táncművésznő, színésznő és modell, valamint a Celine, a Bulgari és a a Louis Vuitton márkák nagykövete. 2016. augusztusban a Blackpink tagjaként kezdte a pályafutását, amikor a YG Entertainment volt a kiadójuk. 2021. szeptemberben debütált szólistaként a Lalisa című albumával amin a Money és a Lalisa dalok szerepeltek. Az album átlépte az 1 milliárd streamet a Spotifyon, Lisa az első k-pop szólista aki ezt elérte. Ő az első szóló K-pop győztes az MTV Video Music Awards-on 2022-ben, valamint az első szóló K-pop győztes az MTV Europe Music Awards-on.
2023-ban beválasztották az Asian Hall of Fame kulturális ikonjai közé. Ő az első k-pop-idol, aki ebben az elismerésben részesült.
A Blackpink együttes tagjaként 2023. november 22-én a Brit Birodalom Rendje tiszteletbeli tagja kitüntetést kapta III. Károly királytól a környezetvédelmi kampányuk elismeréseként.
2025-ben debütált színészként az HBO által készített A Fehér Lótusz (White Lotus) című sorozat 3. évadában. 
2025 februárjában adta ki saját cégén belül debütáló stúdió albumát, az Alter Ego-t, melyeken többek között a Rockstar, New Woman (Rosalíaval), Born Again (Rayejel és Doja Cattel), a When I'm with You (Tylaval) és a címadó F*ck Up The World (FUTW) szerepel.
Márciusban fellépőként kapott meghívást az Oscar-gálára, majd áprilisban két alkalommal lépett fel a Coachella Fesztiválon.

## A kezdetek

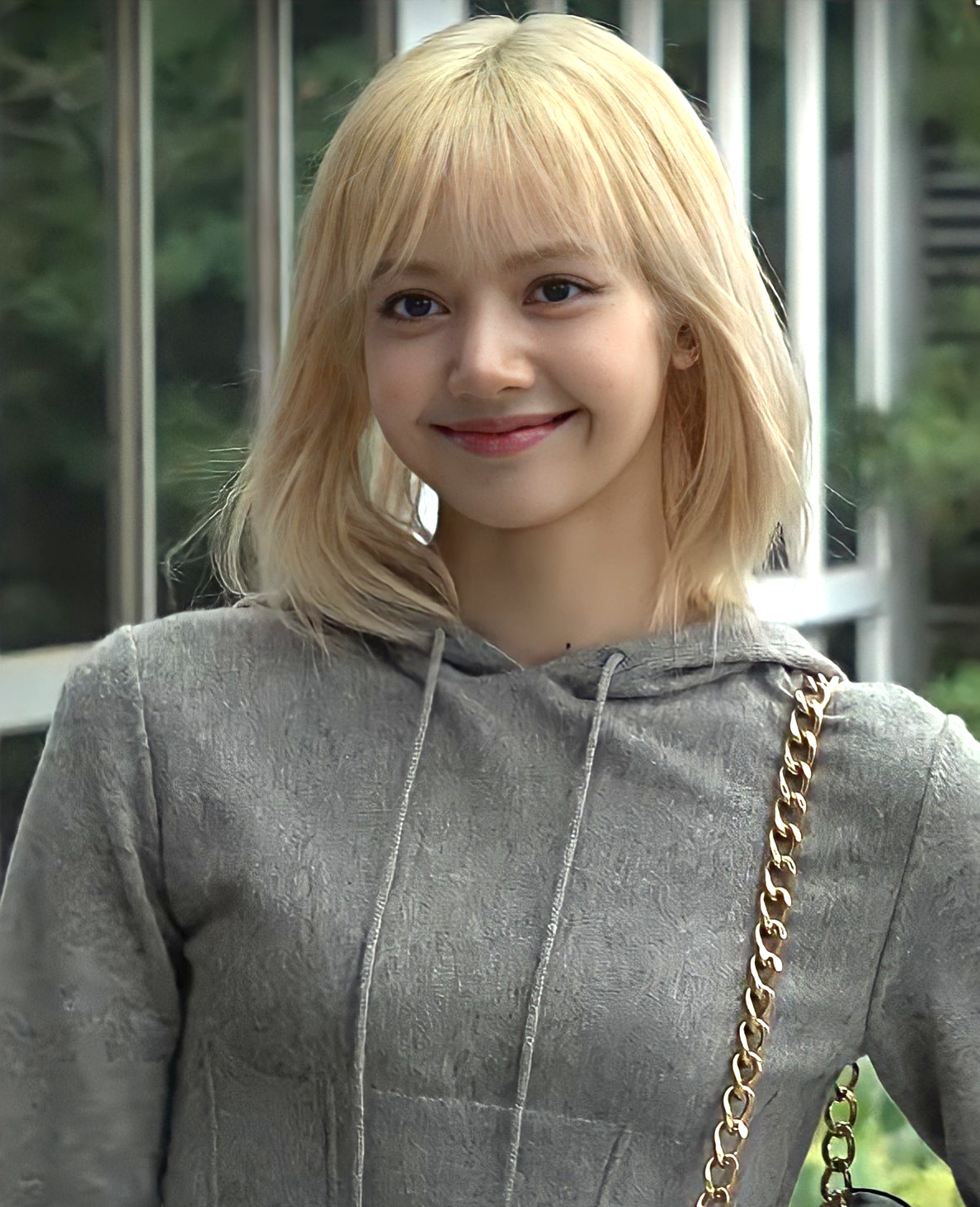
2022-ben

1997. március 27-én született a thaiföldi Buri Ramban. Hamar kezdett táncolni; tagja volt a We Zaa Cool nevű csapatnak, a Got7 együttes Bambam nevű tagjával együtt. Beszéli az angol, thai és koreai, illetve alapszinten japán és kínai nyelveket. Ő volt az egyetlen, akit kiválasztottak a YG meghallgatások thaiföldi állomásán 2010-ben. 2011 áprilisában lett tagja a YG Entertainmentnek, ezzel a kiadó első nem koreai előadójává vált.

## Pályafutása a Blackpink tagjaként
Mintegy 6 év gyakornoki felkészülés után 2016-ban debütált a Blackpink dél-koreai lánycsoport tagjaként, mint táncos és rapper. 2020-ban a BLACKPINK lett az első k-pop lányegyüttes, amely túllépte az 1,3 milliós albumeladásokat. Hivatalos YouTube-csatornájuk meghaladta a 65 millió feliratkozót, így ők lettek a platform legtöbb feliratkozóval rendelkező előadói. 2016-os debütálása óta az együttes a világ egyik legsikeresebb lánycsapata lett, és olyan rekordokat döntött meg, mint például a legtöbb előfizető a YouTube-on, és a legtöbb letöltés a Spotify-on. Az első k-pop zenekar, amely fő előadóként lépett színpadra a híres amerikai Coachella fesztiválon. Több nemzetközi zenei díj nyertesei.

## Egyéni pályafutása
A Blackpink 2016-ban kötött hétéves szerződése a YG Entertainmenttel 2023 augusztusában járt le. A 2023-ban a világon a legsikeresebbnek számító lánycsoport gazdasági jelentőségét mutatja, hogy mivel a hosszabbítási tárgyalások során Lisa nem fogadta el a 37,6 millió dolláros (kb. 13,4 milliárd forint) hosszabbítási ajánlatot, a hírre a YG Entertainment részvényei egy nap alatt közel 9 százalékot, majd 13%-ot estek. 2023. december 6-án a YG Entertainment hivatalos platformján bejelentette, hogy mind a 4 tagjával megújította csoportszerződését, így Blackpink néven újabb 7 évig biztosan a cég alatt futnak majd. A hírre a cég részvényeinek értéke egy nap alatt 29%-kal emelkedett. A csoportos szerződés mellett a tagok nem kötöttek kizárólagos szerződéseket a YG Entertainmenttel, szólókarrierjeiket a közös tevékenység mellett szabadon folytathatják.
2024. február 8-án Lisa bejelentette saját management cégét a "LLOUD"-ot. Több világmárka, többek között a Celine, a Bulgari a Luis Vuitton és a Tag Heuer reklámarca.
Szólistaként is több rekordot állított fel. A thai énekes-rapper nemcsak a Blackpink-kel döntötte meg a slágerlisták rekordjait, hanem szólómunkájával is olyan dalokban, mint debütáló kislemeze, a Lalisa, amely az 1. helyig jutott a Billboard World Digital Song Sales listáján, valamint az SG című daluk DJ Snake-kel, Ozunával és Megan Thee Stallionnal az 1. helyen állt a Latin Airplay rádiós listáján.
Több Guiness-rekord tulajdonosa. A Lalisa című dala a legtöbbet megtekintett YouTube zenei videó egyéni előadótól 24 óra alatt, amely 73,6 millió megtekintést jelentett, ezzel megdöntötte Taylor Swift 65,2 milliós megtekintési rekordját, amelyet a Me! című dalával ért el 2019-ben. Egyúttal ez lett a legtöbbet megtekintett YouTube zenei videó 24 óra alatt egy szóló K-pop előadótól, amelyet korábban az ugyancsak a Blackpink tagja, Rosé tartott. 2023 óta ő tartja a legtöbb Instagram-követővel rendelkező k-pop művész Guiness-rekordját; 2024 februárjában több, mint 101 millió követője van. Ő lett az első k-pop előadó, aki díjat nyert az MTV Video Music Awards-on, és az MTV Europe Music Awards-on. A Lalisa című kislemeze, valamint az annak B-oldalán szereplő Money című dala önállóan is meghaladta az 1 milliárd letöltést a Spotify-on. Guiness-rekordjai közé tartozik, hogy a leggyorsabban érte el az 1 millió követőt a TikTokon.
2024. június 18-án bejelentette legújabb dalát Rockstar címmel, amely június 28-án jelent meg. A dal 2024-ben az MTV Video Music Awards-on négy jelölést kapott, és megkapta „Az év legjobb K-Pop dala” díjat. Ezzel Lalisa lett az első, aki kétszer is megkapta ezt a díjat. Augusztus 16-án a spanyol énekesnővel, Rosaliával közös single-t jelentetett meg New Women címmel. Októberben meghívást kapott a Victoria’s Secret Fashion Show-ra, amelyen ő nyitotta meg a show-t és több dalt adott elő.
2025 márciusában, nem sokkal az HBO által készített A Fehér Lótusz 3. évadának bemutatója után az Oscar-gálára kapott meghívást, ahol Raye és Doja Cat társaságában egy James Bond-tisztelgő szegmensben szerepelt. 2025. áprilisban két alkalommal is szólóban lépett fel a Coachella színpadán. Előadásait a Los Angele Times a fesztivál legemlékezetesebb pillanatai közé sorolta.

## Diszkográfia

### Stúdió albumok
| Cím       | Részletek                                                                                         | Helyezések | Helyezések | Helyezések | Helyezések | Helyezések | Helyezések | Helyezések | Helyezések | Helyezések | Helyezések | Eladások                  |
| Cím       | Részletek                                                                                         | AUS        | CAN        | FRA        | GER        | JPN        | NLD        | NZ         | SWI        | UK         | US         | Eladások                  |
| --------- | ------------------------------------------------------------------------------------------------- | ---------- | ---------- | ---------- | ---------- | ---------- | ---------- | ---------- | ---------- | ---------- | ---------- | ------------------------- |
| Alter Ego | - Kiadás: 2025. február 28. - Kiadó: Lloud, RCA - Formátumok: CD, LP, digital download, streaming | 5          | 21         | 3          | 2          | 18         | 7          | 11         | 5          | 20         | 7          | - JPN: 5,908 - US: 28,000 |

### Kislemez-albumok
| Cím    | Album részletei                                                                                                  | Toplistás helyezések | Eladási adatok                       | Minősítések         |
| Cím    | Album részletei                                                                                                  | KOR                  | Eladási adatok                       | Minősítések         |
| ------ | --- | -------------------- | ------------------------------------ | ------------------- |
| Lalisa | - Kiadás dátuma: 2021. szeptember 10 - Kiadó: YG, Interscope - Formátumok: CD, digitális letöltés, LP, streaming | 1                    | - KOR: 846 718 - CHN: 785,724 (dig.) | - KMCA: 3× Platinum |

### Kislemezek
| Cím                                                       | Év   | Toplistás helyezés | Toplistás helyezés | Toplistás helyezés | Toplistás helyezés | Toplistás helyezés | Toplistás helyezés | Toplistás helyezés | Toplistás helyezés | Toplistás helyezés | Toplistás helyezés | Eladás                   | Díjak                                       | Album            |
| Cím                                                       | Év   | THA                | CAN                | FRA                | KOR                | MLY                | NZ                 | SGP                | UK                 | US                 | WW                 | Eladás                   | Díjak                                       | Album            |
| --------------------------------------------------------- | ---- | ------------------ | ------------------ | ------------------ | ------------------ | ------------------ | ------------------ | ------------------ | ------------------ | ------------------ | ------------------ | ------------------------ | ------------------------------------------- | ---------------- |
| "Lalisa"                                                  | 2021 | *                  | 42                 | 175                | 64                 | 1                  | —                  | 2                  | 68                 | 84                 | 2                  | - US: 9,200              | N/A                                         | Lalisa           |
| "SG" (with DJ Snake, Ozuna and Megan Thee Stallion)       | 2021 | *                  | 86                 | 87                 | —                  | 17                 | —                  | 26                 | —                  | —                  | 19                 | - US: 3,500 - WW: 19,000 | - SNEP: Gold                                | Non-album single |
| "Money"                                                   | 2021 | *                  | 37                 | 75                 | —                  | 1                  | 35                 | 2                  | 46                 | 90                 | 10                 | - US: 8,200 - WW: 4,400  | - BPI: Silver - RMNZ: Platinum - SNEP: Gold | Lalisa           |
| "Rockstar"                                                | 2024 | *                  | 51                 | 90                 | 120                | 2                  | —                  | 4                  | 49                 | 70                 | 4                  | - US: 6,100 - WW: 44,000 | - MC: Gold                                  | Alter Ego        |
| "New Woman" (Rosalíával)                                  | 2024 | *                  | 80                 | 76                 | 147                | 4                  | —                  | 8                  | 55                 | 97                 | 15                 | - WW: 10,000             | N/A                                         | Alter Ego        |
| "Moonlit Floor (Kiss Me)"                                 | 2024 | 12                 | 88                 | —                  | 161                | 5                  | —                  | 6                  | —                  | —                  | 24                 | N/A                      | N/A                                         | Alter Ego        |
| "Born Again" (Doja Cattel és Raye-jel)                    | 2025 | 1                  | 53                 | 62                 | 192                | 13                 | 36                 | 7                  | 13                 | 68                 | 22                 | - US: 1,900              | N/A                                         | Alter Ego        |
| "Fxck Up the World" (Future-rel)                          | 2025 | 2                  | 85                 | —                  | —                  | 18                 | —                  | 12                 | —                  | —                  | 25                 | N/A                      | N/A                                         | Alter Ego        |
| "—" Nem került toplistára vagy nem jelent meg a régióban. |      |                    |                    |                    |                    |                    |                    |                    |                    |                    |                    |                          |                                             |                  |

### Dalszerzői elismerések
| Év   | Cím     | Előadó                                        | Album                  | Zeneszerző | Dalszövegíró | Ref.   |
| ---- | ------- | --------------------------------------------- | ---------------------- | ---------- | ------------ | ------ |
| 2021 | SG      | DJ Snake, Ozuna, Megan Thee Stallion, és Lisa | Nem jelent meg albumon | Igen       | Igen         | [ 85 ] |
| 2023 | Shoong! | Taeyang és Lisa                               | Nem jelent meg albumon | Igen       | Igen         | [ 86 ] |

## Filmográfia

### Televízió
- 2017 - Lisa TV OnStyle
- 2018 - Real Man 300
- 2020 - Idol Producer (season 3)
- 2021- Youth With You (season 3)
- 2025 - A Fehér Lótusz (season 3)

## Díjai és jelölései
| Díj                        | Év   | Kategória                                      | Jelölések                                               | Eredmény    | Ref.    |
| -------------------------- | ---- | ---------------------------------------------- | ------------------------------------------------------- | ----------- | ------- |
| Asia Artist Awards         | 2023 | Legnépszerűbb női előadó                       | Lisa                                                    | Jelölve     | [ 87 ]  |
| Asia Artist Awards         | 2024 | Legnépszerűbb női előadó                       | Lisa                                                    | Jelölve     | [ 88 ]  |
| Asian Pop Music Awards     | 2021 | Az év dala                                     | "Lalisa"                                                | Elnyerte    | [ 89 ]  |
| Asian Pop Music Awards     | 2021 | Az év Top 20 dala                              | "Lalisa"                                                | Elnyerte    | [ 89 ]  |
| Asian Pop Music Awards     | 2021 | Az év Top 20 Albuma                            | Lalisa                                                  | Elnyerte    | [ 89 ]  |
| Asian Pop Music Awards     | 2021 | Népszerűségi díj (People's Choice Award)       | Lalisa                                                  | 9th place   | [ 89 ]  |
| Asian Pop Music Awards     | 2021 | Legjobb táncteljesítmény                       | "Money"                                                 | Jelölve     | [ 90 ]  |
| Asian Pop Music Awards     | 2021 | Legjobb női előadó                             | Lisa                                                    | Jelölve     | [ 90 ]  |
| Asian Pop Music Awards     | 2021 | Az év hanglemeze                               | "Lalisa"                                                | Jelölve     | [ 90 ]  |
| Asian Pop Music Awards     | 2024 | Az év Top 20 dala                              | "Rockstar"                                              | Elnyerte    | [ 91 ]  |
| Asian Pop Music Awards     | 2024 | Népszerűségi díj                               | "Rockstar"                                              | 2. helyezés | [ 91 ]  |
| Asian Pop Music Awards     | 2024 | A legjobb együttműködés díja                   | "New Woman" (featuring Rosalía)                         | Jelölve     | [ 92 ]  |
| Asian Pop Music Awards     | 2024 | Az év dala                                     | "Rockstar"                                              | Jelölve     | [ 92 ]  |
| Bravo Otto                 | 2022 | A legjobb új előadó                            | Lisa                                                    | Elnyerte    | [ 93 ]  |
| Clio Awards                | 2025 | Music Marketing – Music Videos                 | "Rockstar"                                              | Bronze      | [ 94 ]  |
| D Awards                   | 2025 | A legjobb lányszóló közönségdíj                | Lisa                                                    | Jelölve     | [ 95 ]  |
| The Fact Music Awards      | 2021 | Fan N Star Choice Individual                   | Lisa                                                    | Longlisted  | [ 96 ]  |
| Gaon Chart Music Awards    | 2022 | Mubeat Global Choice Award – női               | Lisa                                                    | Elnyerte    | [ 97 ]  |
| Hanteo Music Awards        | 2021 | Művészeti díj – női szóló                      | Lisa                                                    | Elnyerte    | [ 98 ]  |
| Hanteo Music Awards        | 2021 | Legjobb bemutatkozó lemez díja                 | Lalisa                                                  | Elnyerte    | [ 99 ]  |
| iHeartRadio Music Awards   | 2025 | Legjobb zenei videó                            | "Rockstar"                                              | Jelölve     | [ 100 ] |
| iHeartRadio Music Awards   | 2025 | Az év K-pop művésze                            | Lisa                                                    | Jelölve     | [ 100 ] |
| Joox Thailand Music Awards | 2020 | Social Superstar díj                           | Lisa                                                    | Jelölve     | [ 101 ] |
| Joox Thailand Music Awards | 2022 | Az év koreai dala                              | "Money"                                                 | Elnyerte    | [ 102 ] |
| Joox Thailand Music Awards | 2022 | Az év koreai dala                              | "Lalisa"                                                | Jelölve     | [ 103 ] |
| Joox Thailand Music Awards | 2022 | Az év nemzetközi dala                          | "SG" (with DJ Snake, Ozuna and Megan Thee Stallion)     | Jelölve     | [ 103 ] |
| Korea First Brand Awards   | 2022 | A legjobb női szólóénekes                      | Lisa                                                    | Jelölve     | [ 105 ] |
| Mnet Asian Music Awards    | 2021 | Worldwide Fans' Choice Top 10                  | Lisa                                                    | Elnyerte    | [ 106 ] |
| Mnet Asian Music Awards    | 2021 | Az év művésze                                  | Lisa                                                    | Jelölve     | [ 107 ] |
| Mnet Asian Music Awards    | 2021 | A legjobb egyéni táncteljesítmény              | "Lalisa"                                                | Jelölve     | [ 108 ] |
| Mnet Asian Music Awards    | 2021 | A legjobb női előadó                           | Lisa                                                    | Jelölve     | [ 108 ] |
| Mnet Asian Music Awards    | 2021 | Az év dala                                     | "Lalisa"                                                | Jelölve     | [ 107 ] |
| Mnet Asian Music Awards    | 2021 | TikTok kedvenc pillanat díja                   | Lisa                                                    | Jelölve     | [ 109 ] |
| Mnet Asian Music Awards    | 2021 | Az év világikonja                              | Lisa                                                    | Jelölve     | [ 107 ] |
| MTV Europe Music Awards    | 2021 | A legjobb K-Pop                                | Lisa                                                    | Jelölve     | [ 110 ] |
| MTV Europe Music Awards    | 2022 | A legjobb K-Pop                                | Lisa                                                    | Elnyerte    | [ 111 ] |
| MTV Europe Music Awards    | 2024 | A legjobb együttműködés díja                   | "New Woman" (Rosalíával)                                | Elnyerte    | [ 112 ] |
| MTV Europe Music Awards    | 2024 | A legtöbb rajongóval rendelkező díja           | Lisa                                                    | Elnyerte    | [ 112 ] |
| MTV Europe Music Awards    | 2024 | A legjobb K-Pop                                | Lisa                                                    | Jelölve     | [ 113 ] |
| MTV Europe Music Awards    | 2024 | A legjobb videó                                | "New Woman" (Rosalíával)                                | Jelölve     | [ 113 ] |
| MTV MIAW Awards            | 2022 | A legjobb rajongók díja                        | Lisa                                                    | Jelölve     | [ 114 ] |
| MTV MIAW Awards            | 2022 | Az év globális slágere                         | "Money"                                                 | Jelölve     | [ 114 ] |
| MTV MIAW Awards            | 2022 | K-Pop Domination                               | Lisa                                                    | Jelölve     | [ 114 ] |
| MTV MIAW Awards            | 2023 | K-Pop Domination                               | Lisa                                                    | Jelölve     | [ 115 ] |
| MTV Video Music Awards     | 2022 | A legjobb K-Pop                                | "Lalisa"                                                | Elnyerte    | [ 116 ] |
| MTV Video Music Awards     | 2024 | A legjobb K-Pop                                | "Rockstar"                                              | Elnyerte    | [ 117 ] |
| MTV Video Music Awards     | 2024 | A legjobb művészeti irány díja                 | "Rockstar"                                              | Jelölve     | [ 118 ] |
| MTV Video Music Awards     | 2024 | A legjobb koreográfia                          | "Rockstar"                                              | Jelölve     | [ 118 ] |
| MTV Video Music Awards     | 2024 | A legjobban szerkesztett videó                 | "Rockstar"                                              | Jelölve     | [ 118 ] |
| Myx Music Awards           | 2024 | Az év legjobb globális videója                 | "Rockstar"                                              | Jelölve     | [ 119 ] |
| Premios Lo Nuestro         | 2023 | Az év legjobb együttműködése                   | "SG" (DJ Snake-kel, Ozunával és Megan Thee Stallionnal) | Jelölve     | [ 120 ] |
| Seoul Music Awards         | 2022 | Fődíj (Bonsang)                                | Lalisa                                                  | Jelölve     | [ 121 ] |
| Seoul Music Awards         | 2022 | Korean Wave Award                              | Lisa                                                    | Jelölve     | [ 121 ] |
| Seoul Music Awards         | 2022 | Népszerűségi díj                               | Lisa                                                    | Jelölve     | [ 121 ] |
| Thailand Master Youth Club | 2021 | Inspiráló példakép az ifjúság számára díj      | Lisa                                                    | Elnyerte    | [ 122 ] |
| UK Music Video Awards      | 2024 | Legjobb nemzetközi pop videó                   | "Rockstar"                                              | Jelölve     | [ 123 ] |
| Weibo Starlight Awards     | 2020 | Az év legnépszerűbb művésze díj                | Lisa                                                    | Elnyerte    | [ 124 ] |
| Weibo Starlight Awards     | 2020 | Starlight Hírességek Csarnoka (Délkelet Ázsia) | Lisa                                                    | Elnyerte    | [ 124 ] |